# 白拍子

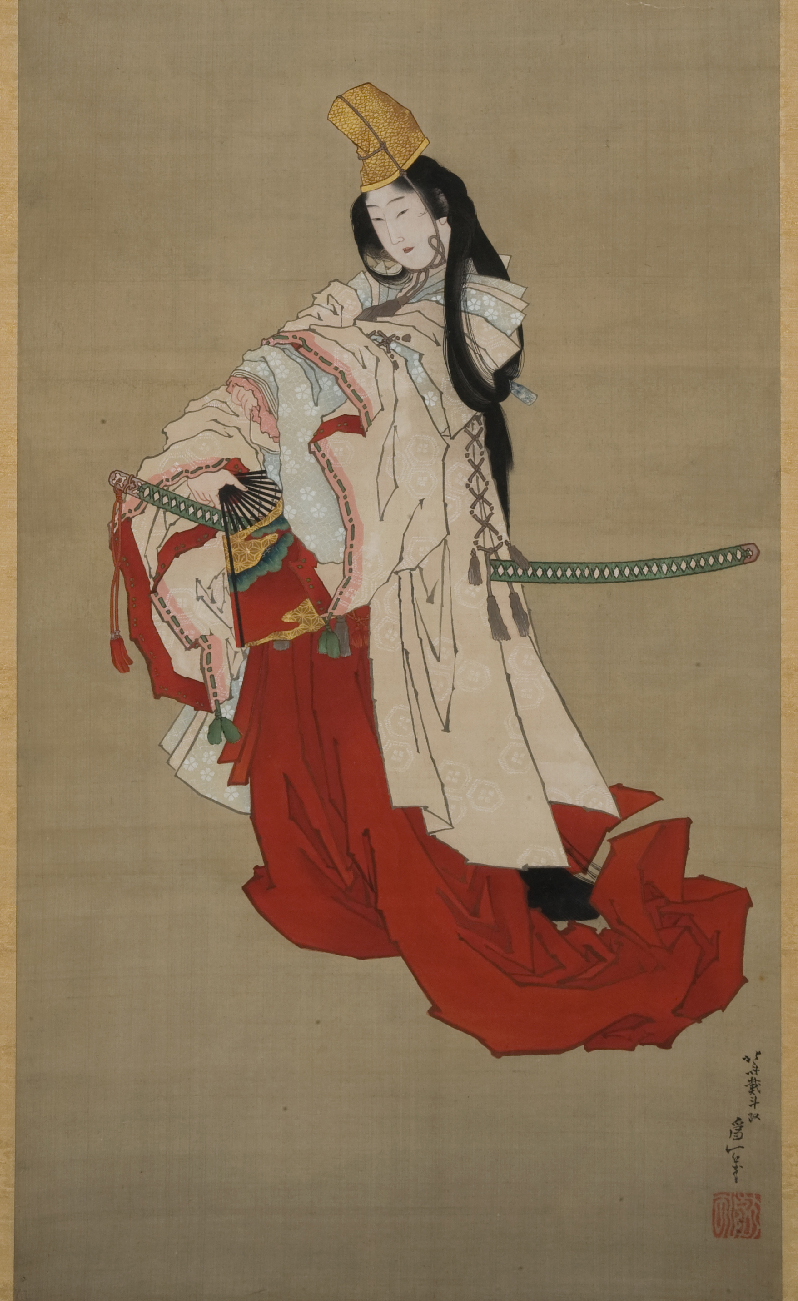
肉筆画で描写された白拍子姿の静御前（葛飾北斎筆、北斎館蔵、文政3年（1820年）頃）

白拍子（しらびょうし）は、平安時代末期から鎌倉時代にかけて起こった歌舞の一種。及びそれを演ずる芸人。
主に男装の遊女や子供が今様や朗詠を歌いながら舞ったものを指すが、男性の白拍子もいた。素拍子（しらびょうし）とも書き、この場合は無伴奏の即興の舞を指す。

## 起源伝承
複数の白拍子が登場する鎌倉時代前期の軍記物語『平家物語』では、白拍子の起源について「鳥羽院の時代に島の千歳（せんさい）、和歌の前という2人が舞いだしたのが白拍子の起こりである」としている。
また「初めは水干を身につけ、立烏帽子をかぶり、白鞘巻をさして舞ったので、男舞と呼んだ。途中で烏帽子、刀を除けて、水干だけを用いるようになって白拍子と名付けられた。」と解説している。

## 歴史
白拍子は、男女問わずに舞われたものであったが、主として女性・子供が舞う事が多かった。
古く遡ると巫女による巫女舞が原点にあったとも言われている。神事において古くから男女の巫が舞を舞う事によって神を憑依させた際に、場合によっては一時的な異性への「変身」作用があると信じられていた。日本武尊が熊襲征伐において女装を行い、神功皇后が三韓征伐の際に男装を行ったという説話も彼らが巫として神を憑依させた事の象徴であったという。
このうち、巫女が布教の行脚中において舞を披露していく中で、次第に芸能を主としていく遊女へと転化していき、そのうちに遊女が巫以来の伝統の影響を受けて男装し、男舞に長けた者を一般に白拍子とも言うようになった。
白い直垂・水干に立烏帽子、白鞘巻の刀をさす（時代が下ると色つきの衣装を着ることも多かった）という男装で歌や舞を披露した。伴奏には鼓、時には笛などを用いた。
後に、猿楽などへと変貌していった。後に早歌（そうが）や曲舞（くせまい）などの起こる素地ともなった。また延年にも取り入れられ、室町時代初期まで残った。

### 歴史上の白拍子
白拍子を舞う女性たちは遊女とはいえ貴族の屋敷に出入りすることも多かったため、見識の高い者が多く、平清盛の愛妾となった祇王や仏御前、源義経の愛妾となった静御前、後鳥羽上皇の愛妾となった亀菊など、貴紳に愛された白拍子も多い。また、微妙や磯禅師等、歴史に名を残す白拍子も多い。

## 事例
仏御前を例にとると、14歳のとき上京し、叔父の白河兵内のもとで白拍子となり、その後京都で名を挙げ、当時の権力者であった平清盛の屋敷に詰め寄る。その当時は白拍子の妓王が清盛の寵愛を集めていたので追い払われるが、妓王の誘いにより清盛の前で即興で今様を詠み、それを自分で歌いながら舞を見せ、一気に寵愛を集めた。このとき詠んだ今様は、以下のようなものである。

君を始めて見るをりは　
千代も経ぬべし姫小松　
御前の池なる亀岡に　
鶴こそ群れ居て遊ぶめれ